# Мірча-Серджу Лупу
Мірча-Серджу Лупу (рум. Mircea-Sergiu Lupu; нар. 28 серпня 1962) – французький шахіст румунського походження, гросмейстер від 1995 року.

## Шахова кар'єра
Від кінця 1980-х років належав до широкої когорти провідних румунських шахістів. 1989 року в складі національної збірної взяв участь у командній першості Європи в Хайфі, здобувши золоту медаль в особистому заліку на 6-й шахівниці. Наступного року дебютував на шаховій олімпіаді в Новому Саді, а вдруге на олімпійському турнірі виступив у Москві, чотири роки по тому. 1993 року поділив 1-ше місце на турнірі за швейцарською системою в Одорхею-Секуєску. У 1998 році поділив 3-тє місце в Бухарест і посів 2-ге місце (позаду Миколи Легкого) в Безансоні.
Починаючи з 1999 року на міжнародній арені грає за збірну Франції.Того року переміг (разом з Ельмаром Магеррамовим) у Монпельє і поділив 3-тє місце (позаду Володимира Охотника і Володимира Чучелова, разом із, зокрема, Жаном-Марком Дегревом) у Бетюні. 2001 року досягнув значного успіху, поділивши 2-ге місце (позаду Крістіана Бауера, разом із, зокрема, Лораном Фрессіне, Андрієм Щекачовим, Станіславом Савченком та Юрієм Круппою) на міжнародному чемпіонаті Парижа.
Найвищий рейтинг Ело в кар'єрі мав станом на 1 липня 1998 року, досягнувши 2520 очок займав тоді 8-ме місце серед румунських шахістів.

## Зміни рейтингу
| На цьому місці має відображатися графік чи діаграма, однак з технічних причин його відображення наразі вимкнено. Будь ласка, не видаляйте код, який викликає це повідомлення. Розробники вже працюють для того, щоби відновити штатне функціонування цього графіка або діаграми. | |
| | На цьому місці має відображатися графік чи діаграма, однак з технічних причин його відображення наразі вимкнено. Будь ласка, не видаляйте код, який викликає це повідомлення. Розробники вже працюють для того, щоби відновити штатне функціонування цього графіка або діаграми. |